# Europarlamentari dell'Italia della III legislatura
Gli europarlamentari dell'Italia della III legislatura, eletti in occasione delle elezioni europee del 1989, furono i seguenti.

## Composizione storica
| Europarlamentare                   | Lista                                                   | Gruppo |
| ---------------------------------- | ------------------------------------------------------- | ------ |
| Maria Adelaide Aglietta            | Verdi Arcobaleno                                        | GV     |
| Gianfranco Amendola                | Federazione delle Liste Verdi                           | GV     |
| Gianni Baget Bozzo                 | Partito Socialista Italiano                             | SOC    |
| Roberto Barzanti                   | Partito Comunista Italiano                              | GUE    |
| Vincenzo Bettiza                   | Partito Socialista Italiano                             | SOC    |
| Rosaria Bindi                      | Democrazia Cristiana                                    | PPE    |
| Andrea Bonetti                     | Democrazia Cristiana                                    | PPE    |
| Rinaldo Bontempi                   | Partito Comunista Italiano                              | GUE    |
| Franco Borgo                       | Democrazia Cristiana                                    | PPE    |
| Antonio Cariglia                   | Partito Socialista Democratico Italiano                 | SOC    |
| Pierre Carniti                     | Partito Socialista Italiano                             | SOC    |
| Carlo Casini                       | Democrazia Cristiana                                    | PPE    |
| Maria Luisa Cassanmagnago Cerretti | Democrazia Cristiana                                    | PPE    |
| Luciana Castellina                 | Partito Comunista Italiano                              | GUE    |
| Anna Catasta                       | Partito Comunista Italiano                              | GUE    |
| Adriana Ceci                       | Partito Comunista Italiano                              | GUE    |
| Mauro Chiabrando                   | Democrazia Cristiana                                    | PPE    |
| Luigi Alberto Colajanni            | Partito Comunista Italiano                              | GUE    |
| Emilio Colombo                     | Democrazia Cristiana                                    | PPE    |
| Felice Contu                       | Democrazia Cristiana                                    | PPE    |
| Bettino Craxi                      | Partito Socialista Italiano                             | SOC    |
| Joachim Dalsass                    | Südtiroler Volkspartei                                  | PPE    |
| Biagio De Giovanni                 | Partito Comunista Italiano                              | GUE    |
| Cesare De Piccoli                  | Partito Comunista Italiano                              | GUE    |
| Lorenzo De Vitto                   | Democrazia Cristiana                                    | PPE    |
| Maurice Duverger                   | Partito Comunista Italiano                              | GUE    |
| Enrico Falqui                      | Federazione delle Liste Verdi                           | GV     |
| Antonio Fantini                    | Democrazia Cristiana                                    | PPE    |
| Giulio Fantuzzi                    | Partito Comunista Italiano                              | GUE    |
| Giuliano Ferrara                   | Partito Socialista Italiano                             | SOC    |
| Enrico Ferri                       | Partito Socialista Democratico Italiano                 | SOC    |
| Gianfranco Fini                    | Movimento Sociale Italiano - Destra Nazionale           | NI     |
| Arnaldo Forlani                    | Democrazia Cristiana                                    | PPE    |
| Roberto Formigoni                  | Democrazia Cristiana                                    | PPE    |
| Mario Forte                        | Democrazia Cristiana                                    | PPE    |
| Gerardo Gaibisso                   | Democrazia Cristiana                                    | PPE    |
| Giulio Cesare Gallenzi             | Democrazia Cristiana                                    | PPE    |
| Jas Gawronski                      | PLI - PRI - Federalisti (Partito Repubblicano Italiano) | LDR    |
| Giovanni Goria                     | Democrazia Cristiana                                    | PPE    |
| Francesco Guidolin                 | Democrazia Cristiana                                    | PPE    |
| Franco Iacono                      | Partito Socialista Italiano                             | SOC    |
| Renzo Imbeni                       | Partito Comunista Italiano                              | GUE    |
| Antonio Iodice                     | Democrazia Cristiana                                    | PPE    |
| Lelio Lagorio                      | Partito Socialista Italiano                             | SOC    |
| Giorgio La Malfa                   | PLI - PRI - Federalisti (Partito Repubblicano Italiano) | LDR    |
| Alexander Langer                   | Federazione delle Liste Verdi                           | GV     |
| Antonio La Pergola                 | Partito Socialista Italiano                             | SOC    |
| Nereo Laroni                       | Partito Socialista Italiano                             | SOC    |
| Salvatore Lima                     | Democrazia Cristiana                                    | PPE    |
| Calogero Lo Giudice                | Democrazia Cristiana                                    | PPE    |
| Maria Magnani Noya                 | Partito Socialista Italiano                             | SOC    |
| Vincenzo Mattina                   | Partito Socialista Italiano                             | SOC    |
| Eugenio Melandri                   | Democrazia Proletaria                                   | GV     |
| Mario Melis                        | Partito Sardo d'Azione                                  | ARC    |
| Alberto Michelini                  | Democrazia Cristiana                                    | PPE    |
| Luigi Moretti                      | Lega Lombarda                                           | ARC    |
| Giuseppe Mottola                   | Democrazia Cristiana                                    | PPE    |
| Cristiana Muscardini               | Movimento Sociale Italiano - Destra Nazionale           | NI     |
| Pasqualina Napoletano              | Partito Comunista Italiano                              | GUE    |
| Giorgio Napolitano                 | Partito Comunista Italiano                              | GUE    |
| Achille Occhetto                   | Partito Comunista Italiano                              | GUE    |
| Marco Pannella                     | PLI - PRI - Federalisti (Federalisti)                   | NI     |
| Ferruccio Pisoni                   | Democrazia Cristiana                                    | PPE    |
| Nino Pisoni                        | Democrazia Cristiana                                    | PPE    |
| Giacomo Porrazzini                 | Partito Comunista Italiano                              | GUE    |
| Andrea Raggio                      | Partito Comunista Italiano                              | GUE    |
| Giuseppe Rauti                     | Movimento Sociale Italiano - Destra Nazionale           | NI     |
| Tullio Eugenio Regge               | Partito Comunista Italiano                              | GUE    |
| Edoardo Ronchi                     | Verdi Arcobaleno                                        | GV     |
| Giorgio Rossetti                   | Partito Comunista Italiano                              | GUE    |
| Mario Giovanni Guerriero Ruffini   | Democrazia Cristiana                                    | PPE    |
| Gabriele Sboarina                  | Democrazia Cristiana                                    | PPE    |
| Roberto Speciale                   | Partito Comunista Italiano                              | GUE    |
| Francesco Enrico Speroni           | Lega Lombarda                                           | ARC    |
| Marco Taradash                     | Lista Antiproibizionista                                | GV     |
| Giuseppe Tatarella                 | Movimento Sociale Italiano - Destra Nazionale           | NI     |
| Renzo Trivelli                     | Partito Comunista Italiano                              | GUE    |
| Dacia Valent                       | Partito Comunista Italiano                              | GUE    |
| Luciano Vecchi                     | Partito Comunista Italiano                              | GUE    |
| Luigi Vertemati                    | Partito Socialista Italiano                             | SOC    |
| Bruno Visentini                    | PLI - PRI - Federalisti (Partito Repubblicano Italiano) | LDR    |

## Modifiche intervenute

### Democrazia Cristiana
- In data 27.09.1990 a Mario Giovanni Guerriero Ruffini subentra Eolo Parodi.
- In data 23.04.1991 a Giovanni Goria subentra Agostino Mantovani.
- In data 17.03.1992 a Salvo Lima subentra Aldo De Matteo.
- In data 07.09.1992 a Emilio Colombo subentra Francesco Lamanna.
- In data 18.05.1993 a Roberto Formigoni subentra Maria Teresa Coppo Gavazzi.
- In data 29.04.1994 a Lorenzo De Vitto subentra Vito Napoli.

### Partito Comunista Italiano
- In data 15.06.1992 a Giorgio Napolitano subentra Gaetano Cingari.
- In data 19.05.1994 a Gaetano Cingari subentra Andrea Carmine De Simone.

### Partito Socialista Italiano
- In data 13.05.1992 a Bettino Craxi subentra Mario Didò.
- In data 19.05.1994 a Giuliano Ferrara subentra Gabriele Panizzi.

### Movimento Sociale Italiano - Destra Nazionale
- In data 26.10.1989 a Giuseppe Tatarella subentra Antonio Mazzone.
- In data 25.05.1992 a Gianfranco Fini subentra Pietro Mitolo.

### PLI - PRI - Federalisti
- In data 24.03.1992 a Giorgio La Malfa subentra Elda Pucci (PRI).

### Verdi Arcobaleno
- In data 27.07.1989 a Edoardo Ronchi subentra Francesco Corleone.
- In data 26.10.1989 a Francesco Corleone subentra Virginio Bettini.

### Lega Lombarda
- In data 19.05.1994 a Francesco Speroni subentra Gipo Farassino.